# アポーストロヴェ
アポーストロヴェ（ウクライナ語: Апостолове）はウクライナのドニプロペトローウシク州アポーストロヴェ地区にある都市。ヴォシーヴァ川の河岸に位置する。都市の高さは海抜88 mである。面積は15.83 km²。人口は13,069人 (2022年1月1日)。
アポーストロヴェは1793年に創建された。1956年に市制施行された。
市内ではアポーストロヴェ駅がある。首都キエフまでの直線距離は389 km、鉄道で487 km、車道で462 kmとなっている。州庁所在地までの直線距離は130.2 km、鉄道で177 km、車道で190 kmとなっている。アポーストロヴェの日は、10月の最初の日曜日となっている。